# C+ Maratón Transmedia
C+ es un programa televisivo uruguayo de ficción juvenil, producido en 2020 con la finalidad de ofrecer contenidos educativos durante la pandemia de COVID-19 en Uruguay.